# Anjialava Be
Anjialava Be est une commune du nord de Madagascar, appartenant au district d'Andapa, appartenant à la région de Sava, dans la province de Diego-Suarez.

## Économie
Commune agricole, la population travaille essentiellement dans ce secteur, les cultures sont principalement le riz, la vanille, le café et les haricots.

## Démographie
La population est estimée à environ 5 528 habitants en 2001.